# عبدالرحیم شباهنگ
عبدالرحیم شباهنگ (۱۲۵۰ تبریز - ۱۳۴۶ تهران) متخلص به هندی و معروف به هندی تبریزی شاعر ترکی سرای آذربایجانی و نماینده مجلس شورای ملی بود.
شباهنگ به تجارت اشتغال داشت. مدتی هم در استانبول به این حرفه مشغول بود و سپس در تهران ساکن شد. او با سرودن اشعار مذهبی به زبان ترکی شهرت یافت و در انتخابات دوره دهم مجلس شورای ملی که در تهران از نهم تا بیست و نهم بهمن ۱۳۱۳ برگزار شد، با کسب ۴۷۷۴۹ رأی از مجموع ۶۸۵۷۹ رأی که به صندوق ریخته شد، به عنوان نفر یازدهم از دوازده نماینده منتخب تهران به مجلس راه یافت.  او در دو دوره بعد نیز نماینده تهران در مجلس بود.
گفته می‌شود شباهنگ به سبب اجتناب از خودنمایی و اینکه به نیت او در خدمت به امام حسین شائبه‌ای ایجاد شود، تا زنده بود اجازه چاپ آثارش را نمی‌داد. اشعار او را که مجموعه‌ای از مدایح و مراثی اهل بیت به زبان ترکی است، هادی لزیری و هادی عطائی حسینی در دهم اسفند ۱۳۸۲ در ۱۴۶ صفحه و با نام آوای شباهنگ به انتشار رساندند.